# Mãe Bárbara de Cajaíba
Maria Balbina dos Santos (n. Covoada, 3 de dezembro de 1973), também conhecida como Mãe Bárbara de Cajaíba ou Mametu Cafurengá (Mam’etu Kafurengá), é uma sacerdotisa baiana filiada ao Candomblé Banto. Tem ativa atuação política na região onde vive, não só como liderança a frente da Comunidade de Terreiro do Campo Bantu-Indígena Caxuté como mameto-de-inquice, mas também como representante dos direitos das mulheres e dos adeptos de práticas religiosas de matriz africana. 

## Vida
Maria nasceu em 3 de dezembro de 1973 no povoado de Covoada, em Água Sumida, que hoje faz parte do município de Presidente Tancredo Neves. É filha dos lavradores Alzira Félix dos Santos, dita Mametu Odemina, e Elpídio Luis dos Santos, e mãe biológica de Heráclito dos Santos Barbosa. Iniciou seus estudos no distrito de Serra Grande, onde frequentou a escola primária João Alves. Em seguida, estudou no Colégio Polivalente, no município de Mutuípe, e então no Colégio Estadual Gentil Paraíso Martins, em Valença. Aos nove anos, em decorrência de problemas de saúde e problemas familiares oriundos de um relacionamento extra conjugal de seu pai, abandonou a escola e entrou em contato com o candomblé através do Terreiro de Mãe Mina. Retomou seus estudos alguns anos depois, quando participou do curso supletivo na Escola Manoel Marques, em Maricoabo, e então fez seu ensino médio no Colégio Estadual Gentil Paraíso Martins no programa de Educação de Jovens e Adultos (EJA). Em 2013/14, entrou no curso de pedagogia no Instituto de Educação Social Tecnológico (IESTE) de Valença, concluindo sua formação em 2017.
Em sua vida religiosa, ocupa a posição de mameto-de-inquice na Comunidade de Terreiro do Campo Bantu-Indígena Caxuté, mais conhecida somente como Terreiro Caxuté. Em 7 de setembro de 2007, num evento chamado Revolta de Búzios, foi eleita rainha negra de Valença. Em 2009, fundou a Associação Religiosa e Cultural Terreiro Caxuté Tempo Marvila Senzala do Dendê (ACULTEMA).  Em 2012, por ocasião da 3.ª Conferência Estadual de Políticas para as Mulheres, foi eleita delegada representante do eixo religioso de matriz africana. Entre 2012 e 2016, foi nomeada coordenadora municipal em Valença em nome da Federação Nacional do Culto Afrobrasileiro (FENACAB). É idealizadora da Pedagogia do Terreiro e fundadora da Primeira Escola de Religião e Cultura de Matriz Africana do Baixo Sul da Bahia, na qual é diretora. Em 2017, em parceria com o Instituto de Design e Inovação (INDI), inaugurou o Museu da Costa do Dendê.